# مذكرات رجل خفي
مذكرات رجل خفي (بالإنجليزية: Memoirs of an Invisible Man)‏ هو فيلم خيال علمي كوميدي أمريكي من إخراج جون كاربنتر وبطولة شيفي تشيز، داريل هانا، سام نيل، مايكل مكيان وستيفين توبولوسكي. صدر الفيلم في 28 فبراير 1992.

## وصلات خارجية
- مذكرات رجل خفي على موقع IMDb (الإنجليزية)
- مذكرات رجل خفي على موقع ميتاكريتيك (الإنجليزية)
- مذكرات رجل خفي على موقع الموسوعة البريطانية (الإنجليزية)
- مذكرات رجل خفي على موقع روتن توميتوز (الإنجليزية)
- مذكرات رجل خفي على موقع قاعدة بيانات الأفلام العربية
- مذكرات رجل خفي على موقع ألو سيني (الفرنسية)
- مذكرات رجل خفي على موقع Turner Classic Movies (الإنجليزية)
- مذكرات رجل خفي على موقع أول موفي (الإنجليزية)
- مذكرات رجل خفي على موقع بوكس أوفيس موجو (الإنجليزية)
- مذكرات رجل خفي على موقع فيلمافينيتي (الإسبانية)